# 日本とスーダンの関係
日本とスーダンの関係（にほんとスーダンのかんけい、アラビア語: العلاقات السودانية اليابانية、英語: Japan–Sudan relations） では、日本とスーダンの関係について概説する。

## 両国の比較
|               | スーダン                    | 日本                           | 両国の差                  |
| ------------- | --------------------------- | ------------------------------ | ------------------------- |
| 人口          | 4281万3238人（2019年）      | 1億2626万人（2019年）          | 日本はスーダンの約2.9倍   |
| 国土面積      | 188万 km²                   | 37万7972 km²                   | スーダンは日本の約5倍     |
| 人口密度      | 23 人/km²（2018年）         | 347 人/km²（2018年）           | 日本はスーダンの約15倍    |
| 首都          | ハルツーム                  | 東京都                         |                           |
| 最大都市      | オムドゥルマン              | 東京都区部                     |                           |
| 政体          | 共和制                      | （民主制）議院内閣制           |                           |
| 公用語        | アラビア語                  | 日本語（事実上）               |                           |
| 通貨          | スーダン・ポンド            | 日本円                         |                           |
| 国教          | なし                        | なし                           |                           |
| 人間開発指数  | 0.502                       | 0.919                          |                           |
| 民主主義指数  | 2.70                        | 7.99                           |                           |
| GDP（名目）   | 305億1345万米ドル（2019年） | 5兆819億6954万米ドル（2019年） | 日本はスーダンの約166.5倍 |
| 一人当たりGDP | 441.5米ドル（2019年）       | 40246.9米ドル（2019年）        | 日本はスーダンの約91.2倍  |
| 経済成長率    | -2.5%（2019年）             | 0.7%（2019年）                 |                           |
| 軍事費        | 7億2225万米ドル（2019年）   | 476億902万米ドル（2019年）     | 日本はスーダンの約65.9倍  |

## 歴史

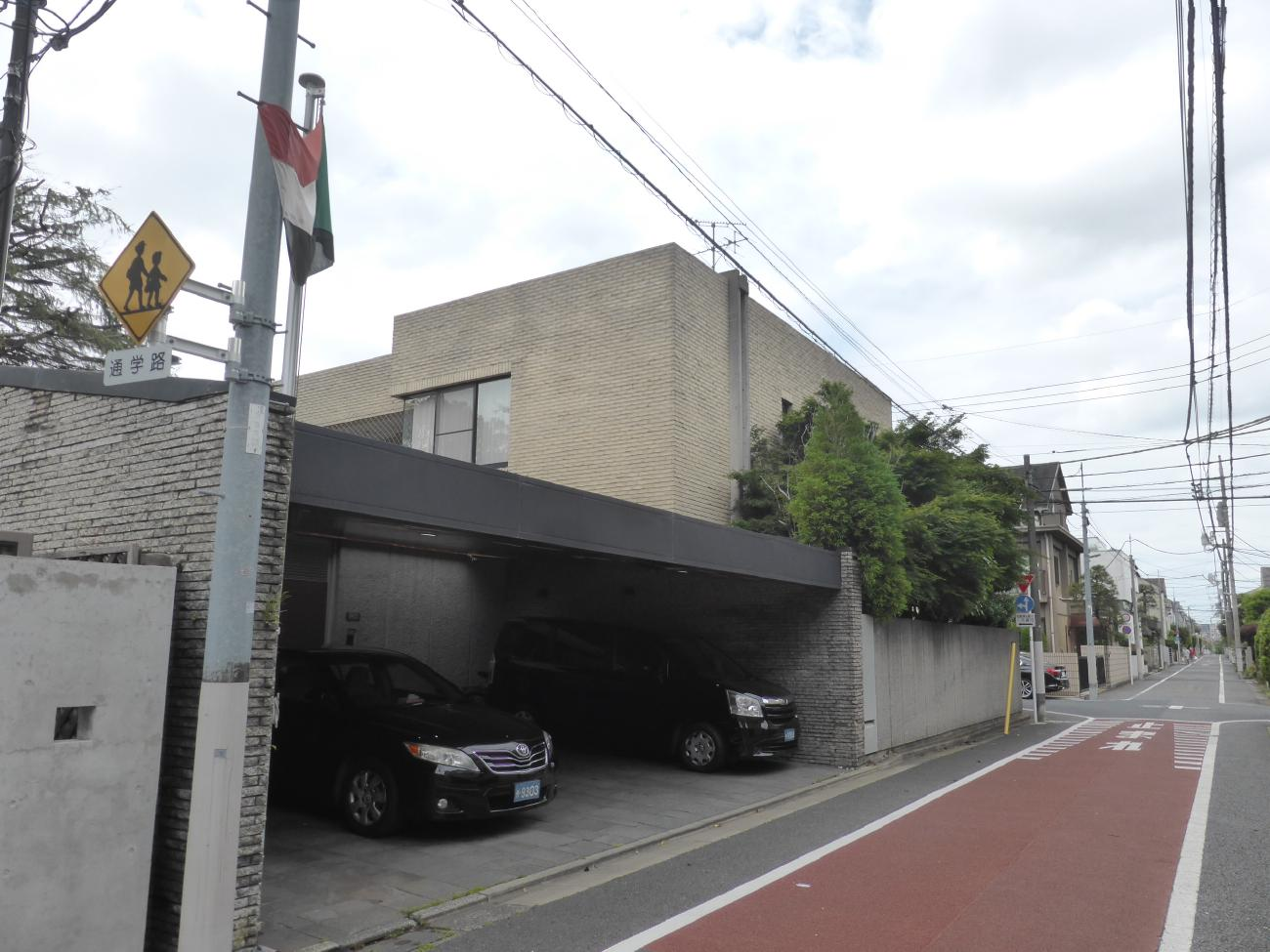
駐日スーダン大使館（東京）

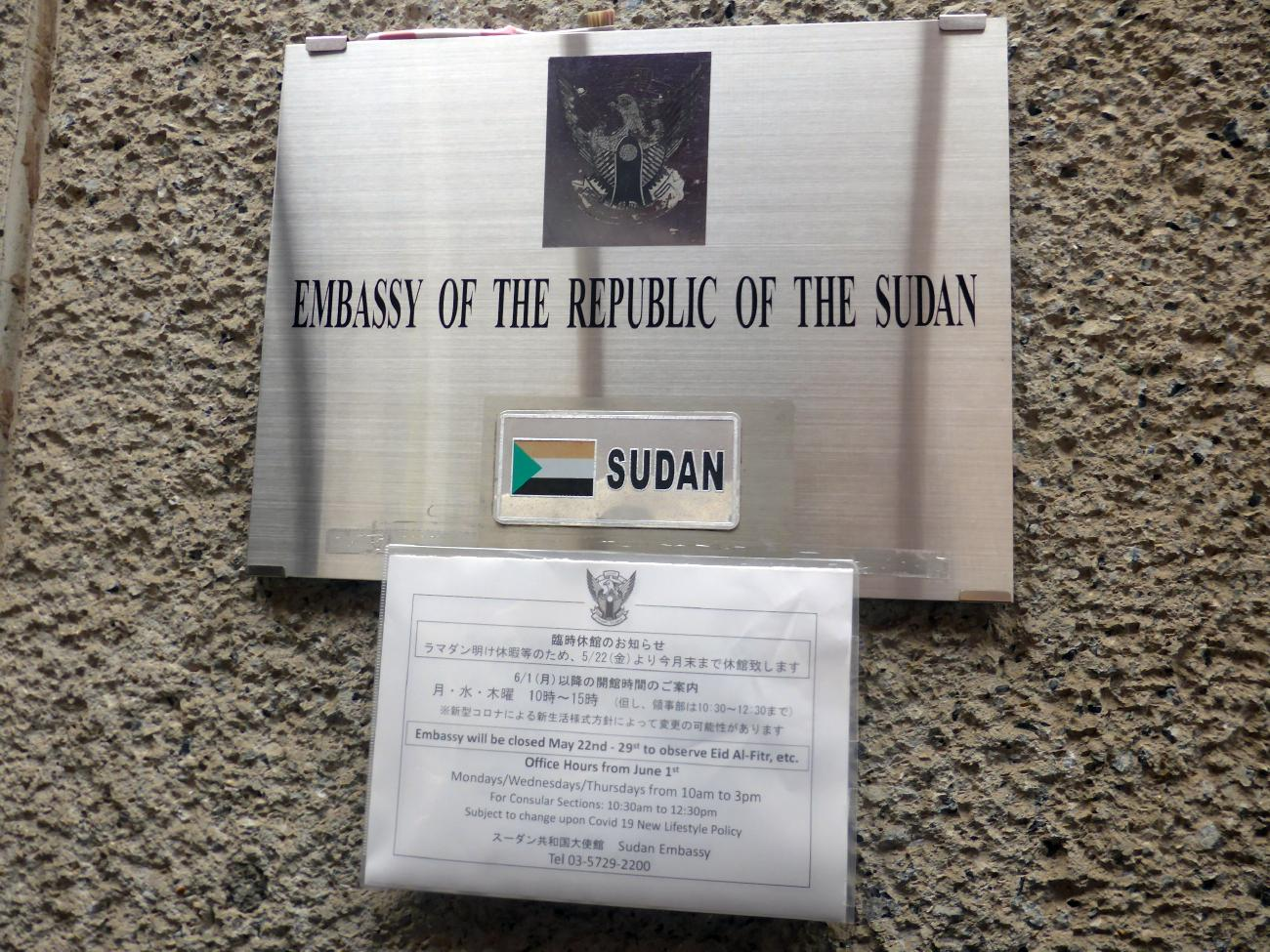
スーダン大使館のプレート

### 外交史
1956年1月、スーダンはイギリスとエジプトの支配（イギリス・エジプト領スーダン）を脱却して独立。同月6日には日本はそれを承認して、外交関係を樹立した。在エジプト日本大使が兼任という形で1957年2月にはに公使館が設置され、1961年4月には在スーダン日本国大使館へと昇格した。一方スーダンは1961年9月に駐日スーダン大使館を設置するも、1970年2月に閉鎖。1973年8月に大使館再開。

### ダルフール紛争
2005年5月、民主党の岡田克也代表（当時）がスーダンを訪問。ダルフール地方の難民キャンプを視察し、人道援助を行う考えを示した。その後、外務省は人道上の問題で中断していたODAを再開する決定を行っている。
2007年5月22日、内閣総理大臣であった安倍晋三は、「（ダルフール紛争を抱えるスーダンについて）援助の仕方を考えないといけない」と述べた。同時に、ダルフール紛争に対する中華人民共和国の消極的な姿勢から、北京オリンピックのボイコットを求める声が出ていることについては、「スポーツと政治は切り離して対応する」旨のコメントを発している。
2007年10月、民主党の小沢一郎は雑誌『世界』で掲載された論文への反論として「（私が政権を取った場合）国連決議に基づき、国際治安支援部隊へ参加をしたい」としダルフール紛争への部隊派遣についても意欲を示した。
2007年11月6日、福田康夫内閣は国連難民高等弁務官事務所からの要請に応じ閣議で紛争が続くスーダン西部ダルフール地域に、毛布とスリーピングマット各1万枚、給水容器1万個などの救援物資を提供することを決定した。
2009年3月4日、政府は同日の国際刑事裁判所（ICC）による元スーダン大統領のオマル・アル＝バシールに対する逮捕状発行の報を受け、外務報道官談話を発表。談話では「我が国はICC締約国であり、ICCの独立性及びその決定を尊重します」と述べ、ICCの決定を支持することが表明された。

### 南北スーダン国境紛争
2011年7月9日に南スーダンは独立し、民主的な選挙の末の独立であった事から日本はスムーズにこれを承認。しかし南スーダンには石油など豊富な地下資源が眠っており、その境界の資源の帰属を巡ってスーダンとの紛争「南北スーダン国境紛争 (2012年)」が発生。日本の外務大臣である玄葉光一郎は、2012年5月5日、スーダンのアジャブ外務担当国務大臣、南スーダンのワコソン国際協力副大臣と会談し、両国に和平協議を再開するよう求めた。

## 現況
スーダンは第一次・第二次スーダン内戦、ダルフール紛争や南北スーダン国境紛争など数々の紛争に見舞われた。現在でも内政が安定しているとは言い難く、そのため要人往来は少ないなど外交的つながりは希薄である。ただし上記したように、日本はスーダン安定のための貢献を幾つか行った。
経済的には、2017年までにスーダンに進出した企業はわずか3社、スーダンの対日貿易（2017年）も輸出額28億円・輸入額53億円に留まっている。しかしスーダンは4000万人の人口を抱えるアフリカの一大市場であり、またこれからも人口増加を続ける予測が出ている。そして今まで日本企業進出の障壁となっていたアメリカ合衆国によるテロ支援国家指定は、2020年におよそ27年ぶりに解除された。その事から今後は日本企業の進出が進み経済協力が始まる事が期待されており、在スーダン日本国大使館も指定解除と同時に日本企業に対し進出を促すべく、前例となる各国企業のスーダンにおける動きを発表している。
文化的交流も再開されつつある。これまでにスーダン人学生の80名以上が日本に留学しているほか、京都大学とスーダンにおける最高学府であるハルツーム大学、神戸大学農学部とゲジーラ大学農業科学部、鳥取大学とスーダン農業研究機構が学術交流を実施。スポーツでは、日本のレスリング専門家がスーダン人レスリング選手の指導を行っている。
また、日本のアニメが人気で、非常に親日国である。

## 外交使節

### 駐日スーダン大使
- ヤヒヤ・アブデルジャリール・マフムド・ハリル（2020～2021年、信任状捧呈は3月13日[30]）
- （臨時代理大使）ナワル・アブデルラーマン・モハメッド・サリ（2021年）
- （臨時代理大使）アブデルムタリブ・エルシェイク・モハメド・アーメッド（2021年～）